# Wimpertierchen
Die Wimpertierchen (Ciliophora, veraltet Ciliata, auch Wimperntierchen) sind einzellige Eukaryoten, die im Süßwasser, Meer und Boden vorkommen und deren Zelloberfläche ganz oder teilweise von Wimpern bedeckt ist, die zur Fortbewegung und zum Herbeistrudeln von partikulärer Nahrung dienen. Wimpertierchen sind ein Stamm der Alveolata, zu dem etwa 7500 Arten gezählt werden. Sie gelten als die am höchsten entwickelten und am stärksten differenzierten Protisten. Ihre besondere Organisation wird aber auch als Fortentwicklung eines Syncytiums diskutiert.

## Aufbau
Ihre Länge beträgt zwischen ~10 und 300 Mikrometer. Bei bestimmten Arten beträgt die Länge sogar mehr als 1 Millimeter. Ein Netz aus kontraktilen Zellskelettfilamenten, wie Actinmyosin- und Mikrotubulifilamenten, ermöglicht es den Wimpertierchen, ihre Oberflächenstruktur zu verändern und so auf chemische wie physische Reize zu reagieren. Besonders auf Änderungen der Sauerstoff- und Kohlendioxidkonzentration reagieren Wimpertierchen mit Änderung der Bewegungsrichtung (Taxien), bis sie sich in einem Gebiet mit günstigeren Bedingungen befinden.
Ähnlich wie die Wimpern angeordnete Trichocysten sind in der Lage, auf Reize einen langen Proteinfaden nach außen zu schleudern, dessen Funktion allerdings noch nicht ganz klar ist. Zudem können bei räuberischen Arten auch sogenannte Toxicysten vorkommen, welche sich ähnlich wie die Nesselkapseln der Cnidaria entladen, durch die Membran der Opfer durchschlagen und toxische Stoffe injizieren können, um diese zu immobilisieren.
Ein besonderes Kennzeichen aller Ciliaten ist der so genannte Kerndimorphismus, das heißt, es kommen bei ihnen unterschiedlich große Zellkerne vor: ein diploider kleiner Kern, der Mikronukleus, und ein polyploider großer Kern (Makronukleus). Der Makronukleus steuert das Soma, stellt also das vegetative Zentrum der Zelle dar, und kann vom Mikronukleus, welcher die Keimbahn bildet, regeneriert werden. Wird der Mikronukleus aus einem Individuum entfernt, ist es zwar noch lebensfähig, verliert aber die Fähigkeit, sich zu vermehren.
Es gibt Formen von Ciliata mit mehreren Mikronuklei und auch welche, die zwar mehrere Nuclei besitzen, bei denen aber noch keine Trennung von Soma und Keimbahn vollzogen ist. Insbesondere wegen der Arten mit mehreren Makronuklei und wegen der sehr ausdifferenzierten Struktur des Somas wird diskutiert, ob die Ciliaten nicht aus einer syncytialen Vielzelligkeit hervorgegangen sind. Dafür spricht u. a. die Vielzahl der strukturell wie Geißeln aufgebauten Cilien sowie das Kopulationsverhalten. Dagegen spricht die Teilung des ganzen Körpers bei der ungeschlechtlichen Vermehrung.

## Lebensweise
Generell werden bei Wimpertierchen alle Verhaltensweisen durch Signalprozesse koordiniert.

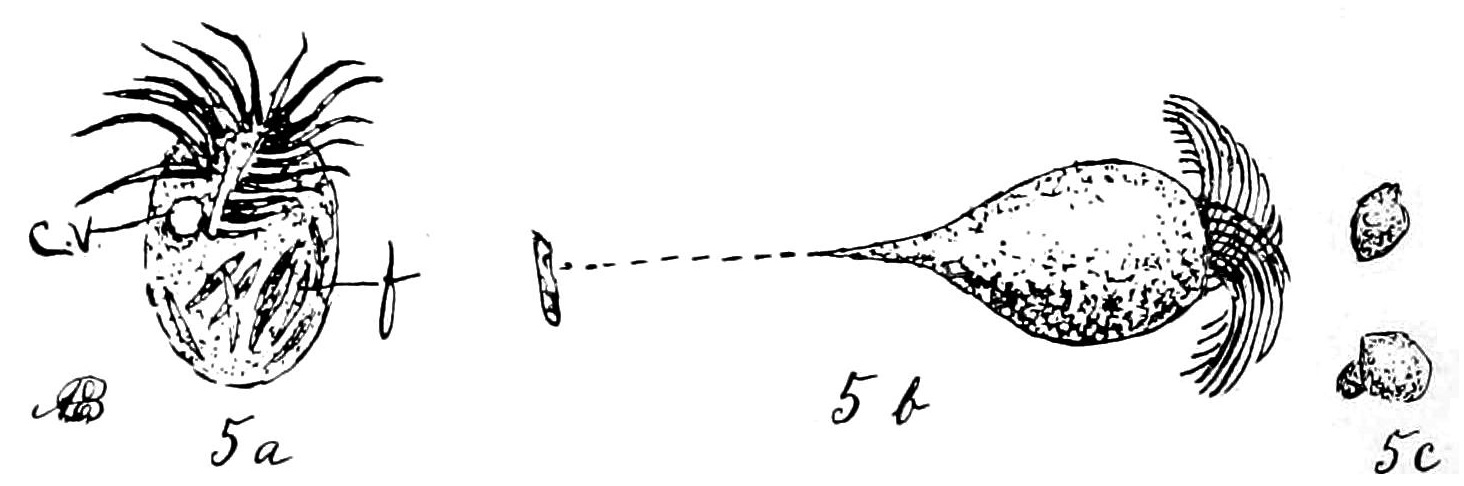
Beispiel für freischwimmende (a: Strombidium) und festsitzende (b: evtl. Rimostrombidium) Ciliaten, Substrat links; c: isolierte Zellkerne.

Wimpertierchen kommen in den Meeren und im Süßwasser sowie terrestrisch in feuchter Erde vor. Die meisten Arten sind weltweit verbreitet, es werden aber auch immer mehr Endemiten entdeckt. 
Es gibt freischwimmende und festsitzende Formen. 
Einige Arten sind nur aus den eng begrenzten Biozönosen der Phytotelmata, z. B. der Wassertrichter der Bromelien oder aus dem Zootelma im Kiemenraum von Landasseln bekannt;
einige leben kommensalisch, wie die Enodinia im Pansen von Wiederkäuern. Diese können mit Hilfe von Cellulasen die Cellulose aus der aufgenommenen Nahrung zersetzen. Manche leben auch symbiotisch mit in der Innenschicht eingelagerten Grünalgen (Zoochlorellen). Wieder andere leben rein parasitär, wie der Ichthyophthirius multifiliis, ein bedeutender Parasit der Süßwasserfische.

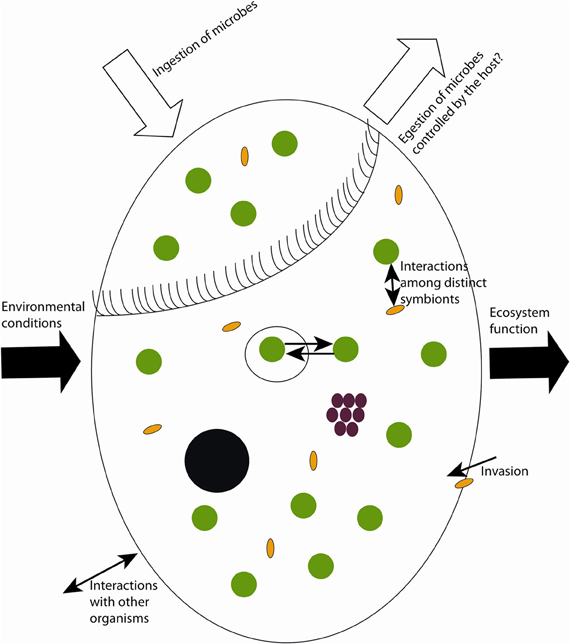
Symbiosen mit aquatischen Wimpertierchen als Wirt:
schwarzer Kreis: Makronukleus
weißer großer Kreis: Nahrungsvakuolen
grüne Kreise: phototrophe Endosymbionten
braune Kreise: chemoautotrophe Endosymbionten
gelbe Ovale: heterotrophe Prokaryoten.

## Fortpflanzung

Die meisten Wimpertierchen teilen sich durch Querteilung (transversal), aber bei einigen Arten kommen auch andere Arten der Binärspaltung vor, beispielsweise:
Knospung (engl. budding) bei Vorticella microstomata,
Teilungscysten bei Colpoda (Palintomie),
transversale Mehrfachteilung (Strobilation) bei Anoplophrya.

Die ungeschlechtliche Fortpflanzung erfolgt bei vielen Arten durch eine Querteilung (transversal), wobei die vordere Hälfte des Wimpertierchens (Proter) einen neuen Organismus bildet und die hintere Hälfte (Opisthe) einen anderen.
Besonderheiten gibt es bei den Peritrichia, die sich durch eine Längsteilung spalten (longitudinal) und beispielsweise bei den Arten der Gattung Colpoda; diese bilden Teilungscysten, in denen mehrere Tochterzellen entstehen (Palintomie). 
Bei der geschlechtlichen Fortpflanzung tauschen Wimpertierchen bei der Konjugation mittels einer sogenannten Plasmabrücke das Genmaterial zwischen verschiedenen Individuen aus. Dieser Austausch findet nur zwischen Individuen statt, die verschiedenen Paarungstypen angehören. So wird verhindert, dass Angehörige desselben Paarungstyps Genmaterial austauschen. Die Paarungstypen werden durch Glycoproteine auf der Oberfläche definiert.
Bei diesem Prozess, der Konjugation, löst sich der Makronukleus allmählich auf und aus den Mikronuklei beider Partner entstehen durch beide Teilungsvorgänge der Meiose jeweils vier haploide Kerne. Bis auf jeweils einen dieser haploiden Kerne lösen sich alle so entstandenen Kerne ebenfalls wieder auf. Die beiden verbliebenen Kerne teilen sich nun in einer weiteren Mitose in zwei haploide Kerne, einen stationären Kern und einen Wanderkern. Der stationäre Kern, auch als weiblicher Kern bezeichnet, bleibt im jeweiligen Individuum; der Wanderkern oder männliche Kern dringt über die Plasmabrücke in den Konjugationspartner ein und verschmilzt dort mit dessen stationären Kern. Damit hat nun jedes Individuum einen diploiden Kern.
Nach der Trennung beider Geschlechtspartner wird durch eine weitere Mitose der diploide Kern verdoppelt, aus einem der beiden Tochterkerne wird durch Polyploidisierung der Makronukleus aufgebaut, der andere Tochterkern bleibt unverändert als Mikronukleus.
Bei der Konjugation findet demnach nur ein Sexualvorgang ohne Vermehrung statt. Die eigentliche Vermehrung findet ohne Partner durch eine normale Zellteilung statt. Die Konjugation dient hier demnach nicht der Vermehrung, sondern nur der Rekombination der Gene.

## Ernährung

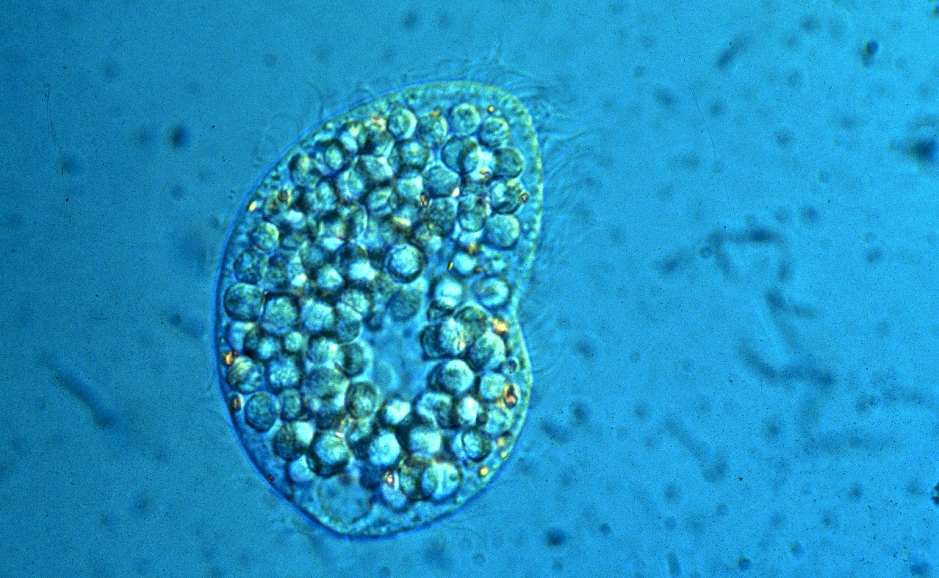
Colpoda inflata – ein Bakterienfresser – mit zahlreichen Nahrungsvakuolen

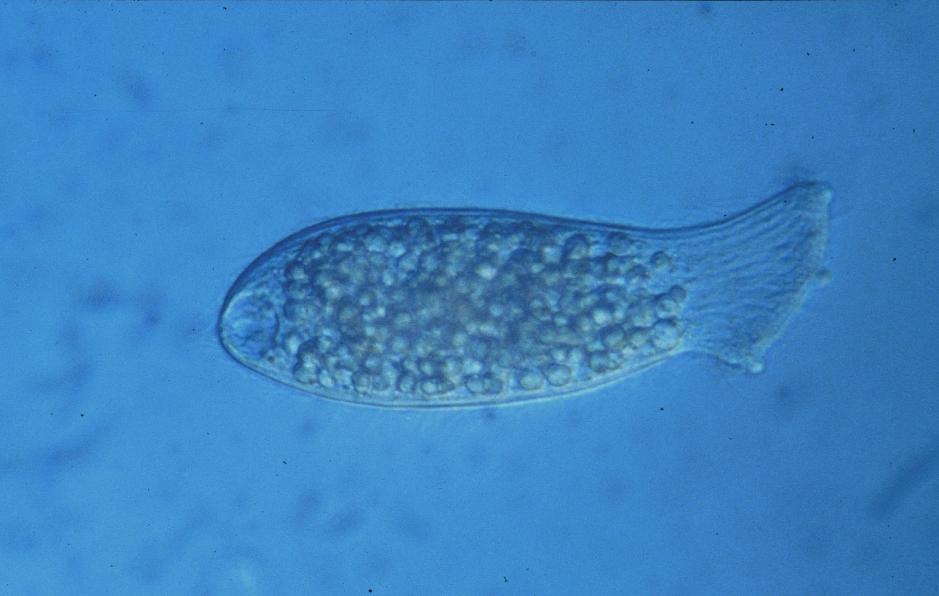
Epispathidium amphoriforme ist ein räuberisch lebender Ciliat

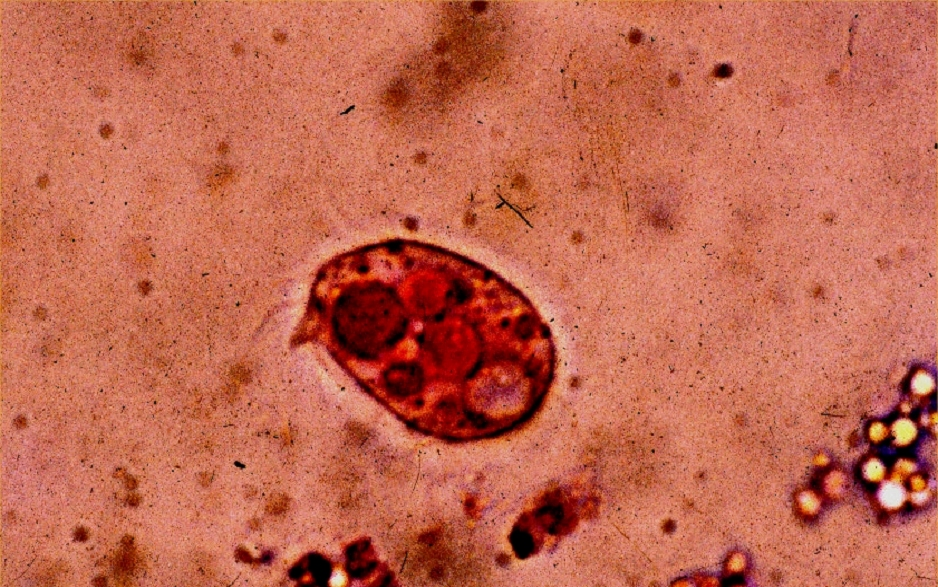
Nivaliella plana zählt zu den kleinsten Ciliatenarten und ernährt sich von Bodenpilzen.

Das Nahrungsspektrum der Wimpertierchen ist breit. Viele Arten ernähren sich von Bakterien, andere von Flagellaten, Amoeben, Algen oder Pilzen, wieder andere leben räuberisch und fressen andere Wimpertierchen. Die Ernährung verläuft über ein Cytostom, eine mundähnliche Öffnung in der Zellmembran. Dem Cytostom vorgelagert ist eine charakteristische Vertiefung in der Zelloberfläche, die Buccalhöhle. Durch das Cytostom gelangt das Nahrungspartikel, in einer sogenannten Nahrungsvakuole verpackt, in das Zellinnere. Dort kreist die Vakuole auf einem festgelegten Weg einmal durch den gesamten Zellkörper, während sie durch Acidosome angesäuert und durch Lysosomen mit Hydrolasen versorgt wird. In ihrem Inneren wird die Nahrung zersetzt. Die lebensnotwendigen Stoffe werden in das Cytoplasma aufgenommen und die Reststoffe an einer Art Zellafter, der Cytopyge, ausgeschieden. Der zyklische Vorgang wird auch Cyclose genannt.

## Osmoregulation
Die im Süßwasser lebenden Ciliata besitzen zudem eine, zwei oder mehrere kontraktile Vakuolen, welche die Funktion eines osmoregulatorischen Drainagesystems erfüllen. Dazu liegen Mikrotubulifilamente in Verbänden um eine Art Sammelkanäle, welche sich durch das gesamte Zellinnere ziehen. Über einen Exkretionsporus gelangt das aufgesammelte Wasser nach außen. Wie genau dieser Apparat funktioniert, ist bisher umstritten. Klar allerdings ist seine osmotische Funktion, da dieser Apparat nur bei Süßwasserarten vorkommt und dort auf Veränderung des osmotischen Druckes mit pulsierenden Kontraktionsveränderungen reagiert. Dies ist deshalb so wichtig, weil durch eine geringere Ionenkonzentration im Außenmedium das Wasser leicht durch die Membran in das Zellinnere übergeht und so die Zelle zum Platzen bringen könnte, wenn es nicht ständig durch eine kontraktile Vakuole wieder nach außen transportiert würde.

## Beispiele

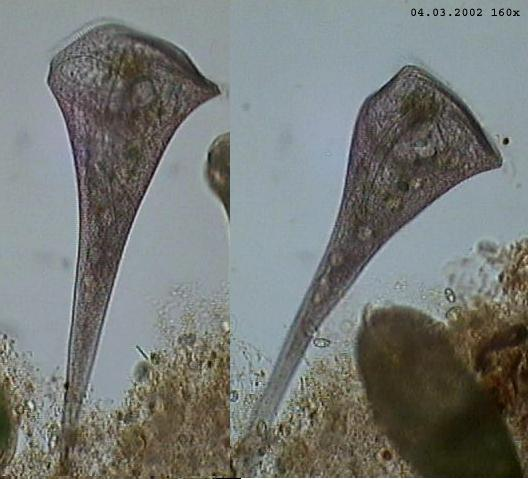
Stentor coeruleus

Die am längsten erforschten und häufig vorkommenden Ciliata sind das Pantoffeltierchen (Paramecium), das Trompetentierchen (Stentor), das Waffentierchen (Stylonychia pustulatae) und das Glockentierchen (Vorticella).

## Systematik

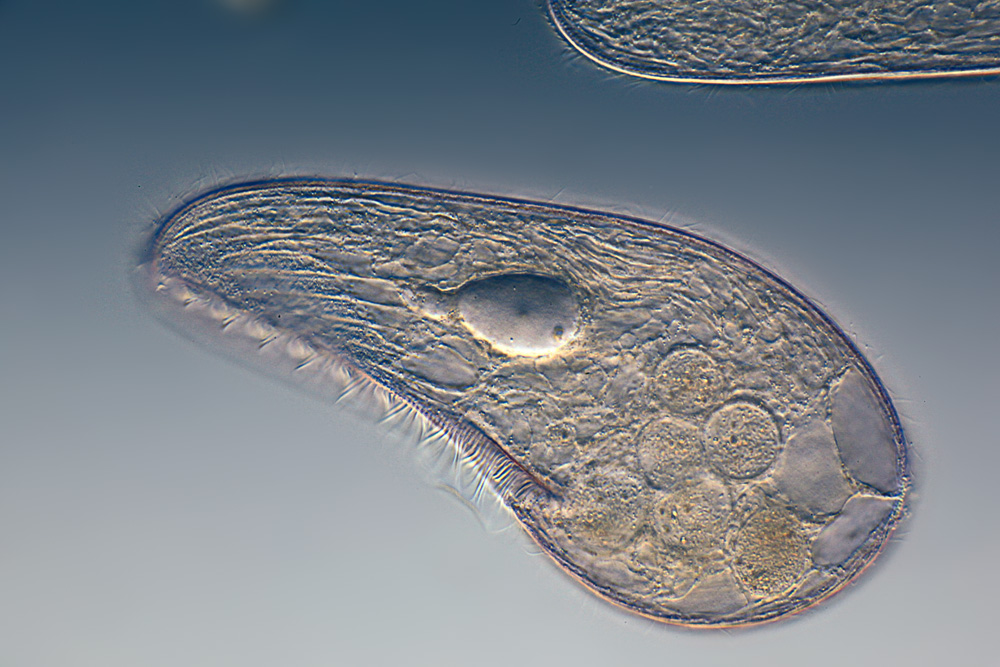
Blepharisma japonicum, Heterotrichea

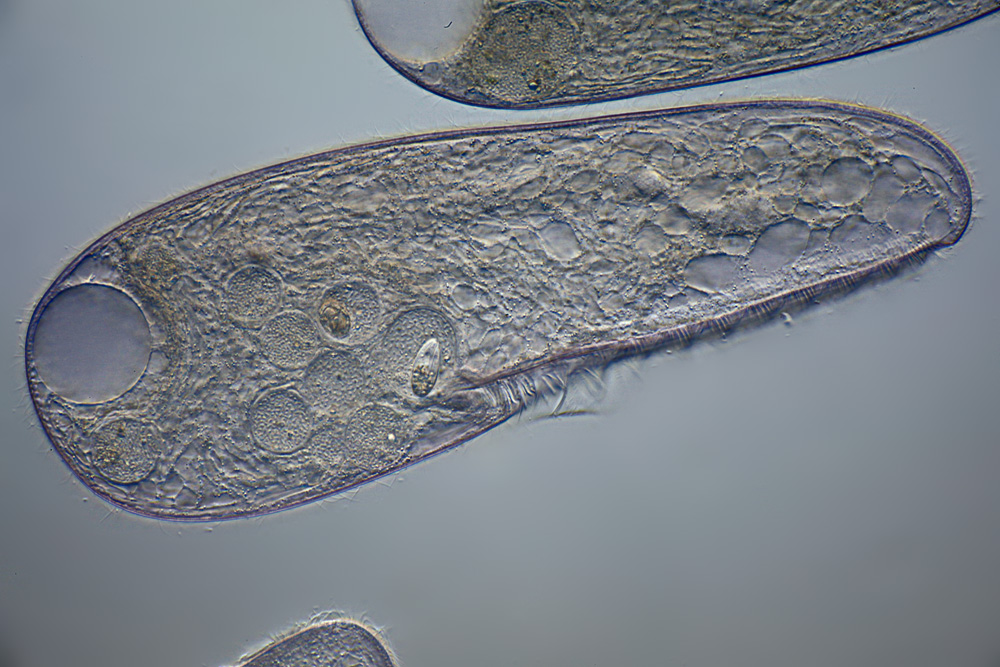
Blepharisma japonicum, Heterotrichea

Die systematische Einteilung der Wimpertierchen beruht nach wie vor hauptsächlich auf dem Vergleich morphologischer Merkmale. Durch die Verbesserung der mikroskopischen Technik (z. B. durch die Rasterelektronenmikroskopie) können in der Ultrastrukturforschung Bau und Form des Mundapparats, des Makronukleus und anderer Organellen der Einzeller zur Klassifizierung der verschiedenen Gruppen herangezogen werden. Zur Unterscheidung der Arten, aber auch auf höherer taxonomischer Ebene, dient die Sichtbarmachung des Silberliniensystems (neuroformativen Systems) durch Imprägnierung mit Silbernitrat. Nur durch diese Methode kann das System von Linien und Punkten, das den gesamten Körper eines jeden Wimpertierchens umzieht, präpariert werden.
Hier eine Übersicht über die systematische Einteilung der Ciliaten nach Adl et al. (2005):
- Postciliodesmatophora Gerassimova & Seravin, 1976
  - Karyorelictea Corliss, 1974: Kentrophoros, Loxodes, Trachelocerca.
  - Heterotrichea Stein, 1859: Blepharisma, Climacostomum, Folliculina, Stentor.
- Intramacronucleata Lynn, 1996
Bei dieser, den größten Teil der Wimpertierchen umfassenden, Gruppe wird der polyploide Makronukleus durch Mikrotubuli unterteilt.
  - Spirotrichea Bütschli, 1889 („ribogroup“, Verwandtschaft nur durch rRNA-Analyse gesichert)
Die Vertreter dieser Gruppe tragen in der Regel borstenartig miteinander verbundene, die Zirren (auch Cirren, lateinisch cirri) genannt werden.[9]
    - Protocruzia Faria da Cunha & Pinto, 1922 (Protocruziidia de Puytorac et al., 1987).
    - Phacodinium Prowazek, 1900 (Phacodiniidia Small & Lynn, 1985).
    - Licnophora Claparède, 1867 (Licnophoria Corliss, 1957).
    - Hypotrichia Stein, 1859: .
      - Euplotida  Small & Lynn, 1985:  Aspidiscidae (Aspidisca), Discocephalidae (Discocephalus), Euplotidae (Euplotes), Gastrocirrhidae (Euplotidium)
      - Kiitrichida Nozawa, 1941

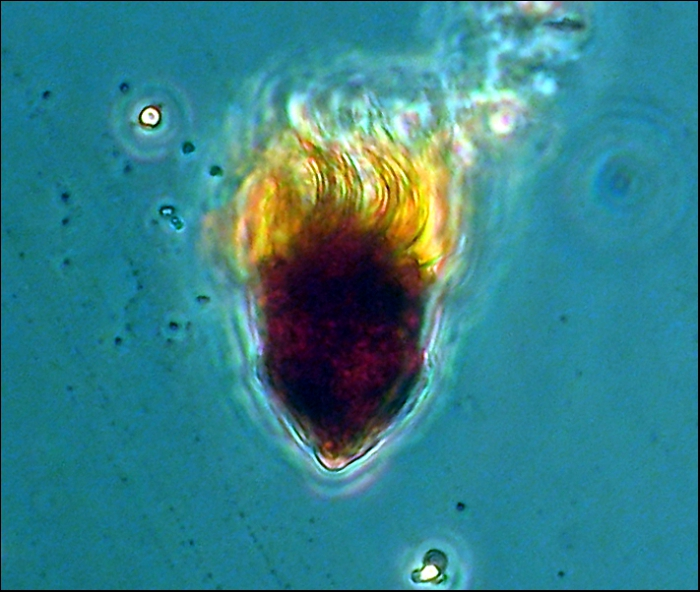
LM-Aufnahme eines Vertreters der Ologotrichia, Strombidium o. ä.

    - LM-Aufnahme eines Vertreters der Ologotrichia, Strombidium o. ä.Oligotrichia Bütschli, 1887: Cyrtostrombidium, Laboea, Strombidium.
    - Illustration von Strobilidium gyrans (veraltet Strombidium claparedii)[10]
a) Makronukleus,

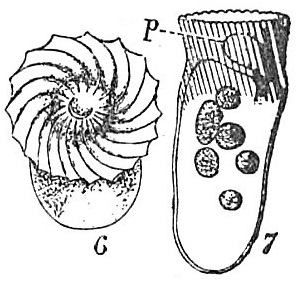
Illustration von „Strobilidium typicum“ (veraltet Torquatella typica) 7) Seitenansicht, 6) Mundröhre (P) durch den peristomialen Kranz von zusammengewachsenen Membranellen gesehen.

b) Kontraktile Vakuole.Illustration von „Strobilidium typicum“ (veraltet Torquatella typica)[10] 7) Seitenansicht, 6) Mundröhre (P) durch den peristomialen Kranz von zusammengewachsenen Membranellen gesehen.Choreotrichia Small & Lynn, 1985: Codonella, Favella, Strombidinopsis, Strobilidium, Tintinnopsis.

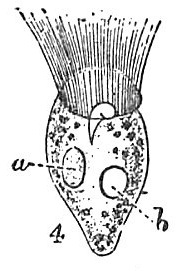
Illustration von Strobilidium gyrans (veraltet Strombidium claparedii)
a) Makronukleus,
b) Kontraktile Vakuole.

    - Stichotrichia Small & Lynn, 1985: Halteria, Oxytricha, Stylonychia (z. B. S. pustulata).

  - Armophorea Jankowski, 1964 (R)
    - Armophorida Jankowski, 1964: Caenomorpha, Metopus.
    - Clevelandellida de Puytorac & Grain, 1976: Clevelandella, Nyctotherus, Paracichlidotherus.
    - Odontostomatida Sawaya, 1940: Discomorphella, Epalxella.

  - Litostomatea Small & Lynn, 1981
    - Haptoria Corliss, 1974: Didinium, Dileptus, Lacrymaria, Lagynophrya, Mesodinium, Pseudomonilicaryon
    - Trichostomatia Bütschli, 1889: Balantidium (z. B. B. coli), Entodinium, Isotricha, Macropodinium, Ophryoscolex.

  - Phyllopharyngea de Puytorac et al., 1974
    - Cyrtophoria Fauré-Fremiet in Corliss, 1956
      - Chlamydodontida Deroux, 1970
      - Dysteriida Deroux, 1970

    - Chonotrichia Wallengren, 1895: Chilodochona, Spirochona, Vasichona.
    - Rhynchodia Chatton & Lwoff, 1939: Ignotocoma, Sphenophrya.
    - Suctoria Claparède & Lachmann, 1858: Acineta, Discophrya, Ephelota, Tokophrya.

  - Nassophorea Small & Lynn, 1981: Microthorax, Nassula, Pseudomicrothorax.
  - Colpodea Small & Lynn, 1981: Bursaria, Colpoda (z. B. C. cucullus), Pseudoplatyophrya, Woodruffia.
  - Prostomatea Schewiakoff, 1896
  - Plagiopylea Small & Lynn, 1985 (R): Lechriopyla, Plagiopyla, Sonderia, Trimyema.
  - Oligohymenophorea de Puytorac et. al., 1974

Eine Art mit unsicherer systematischer Stellung ist Arachnidiopsis paradoxa.

## Fossile Belege
Die ältesten sicheren fossilen Belege von Wimpertierchen stammen aus dem Devon (möglicherweise auch Silur) und gehören den Spirotrichea an. Fossilien sind vor allem in Ablagerungen der Tethys (Oberer Malm bis Oberkreide) weit verbreitet und häufig.